# IMBIR
IMBIR był linią technologiczną opracowaną przez KIR do odczytu optycznego standardowych (papierowych) dokumentów bankowych. Wdrożenie IMBIR-u w życie umożliwiło wsparcie części banków przy automatycznej obróbce standardowych papierowych dokumentów płatniczych (standardowego formularza polecenia przelewu / wpłaty gotówkowej oraz formularza z tytułu wpłaty składek na rzecz ZUS), co wpłynęło również na zmniejszenie pracochłonności i kosztów działania. 
System IMBIR przyczynił się również do efektywniejszego wykorzystania systemu Elixir i upowszechniania rozliczeń międzybankowych w formie elektronicznej.